# Ludwinów (rejon brzostowicki)
Ludwinów, Ludwinowo (biał. Людзвінова; ros. Людвиново) – wieś na Białorusi, w obwodzie grodzieńskim, w rejonie brzostowickim, w sielsowiecie Brzostowica.
Dawniej folwark. W dwudziestoleciu międzywojennym leżał w Polsce, w województwie białostockim, w powiecie grodzieńskim.